# Circle the Drain
«Circle the Drain» — песня американской певицы Кэти Перри из её третьего студийного альбома Teenage Dream, вышедшего в 2010 году. Она была написана Перри, Кристофером Стюартом и Монте Нейблом. Вслед за релизом, ряд СМИ сообщили, что композиция посвящена её бывшим отношениям с Трэвисом МакКойем.
Capitol Records выпустил композицию промосинглом прямо перед выходом альбома 10 августа. Песня достигнула 30 позиции в Canadian Hot 100. Аналогично попала в чарты в Новой Зеландии, и сумела попасть в Billboard Hot 100 под номером 58. «Circle the Drain» была исполнена Перри на её мировом турне 2011 года, California Dreams Tour.

## История
Вместе с Кристофером Стюартом и Монте Нейблом, Перри написала песню под названием «Circle the Drain» для своего третьего студийного альбома Teenage Dream, вышедшего в 2010 году. Все 17 звукорежиссёров внесли большой вклад в трек. Критики полагают, что песня повсящена бывшим отношениям Перри с главным вокалистом группы Gym Class Heroes, Трэвисом МакКойем. Когда, наконец, спросили о его мнении про композицию, МакКой признался, что слышал о «Circle the Drain», но никогда на самом деле не слушал её. Тем не менее, он сказал в интервью: «Я слышал, она выпустила песню обо мне, или о старых привычках, либо о чём-либо ещё. И я смотрю на это так: просто поддерживаю, что у неё есть песня с какими-то деталями в её записи. Хорошая работа».

## Список композиций
- Цифровая дистрибуция[5]

1. «Circle the Drain» — 4:32

## Чарты
| Чарт (2010)               | Высшая позиция |
| ------------------------- | -------------- |
| Canadian Hot 100          | 30             |
| New Zealand Singles Chart | 36             |
| US Billboard Hot 100      | 58             |